# Keld Karise
Keld Henrik Vestergaard Karise (20. marts 1917 - ukendt dødsdato) var en dansk roer fra København. Han var medlem af Københavns Roklub i Sydhavnen.
Karise var med i den danske otter ved OL 1936 i Berlin, sammen med Remond Larsen, Olaf Klitgaard Poulsen, Poul Byrge Poulsen, Bjørner Drøger, Carl Berner, Knud Olsen, Emil Boje Jensen og styrmand Harry Gregersen. Danskerne roede kun ét heat i konkurrencen, hvor de kom ind på sidstepladsen efter Schweiz, Tyskland og Jugoslavien. Samme år var han med i danskernes firer uden styrmand, der sluttede på sjettepladsen. Knud Olsen, Bjørner Drøger og Emil Boje Jensen var de tre øvrige medlemmer af båden.